# Aayush Kunwar
Aayush Kunwar (* 24. Januar 1995) ist ein nepalesischer Leichtathlet, der sich auf den Sprint spezialisiert hat.

## Sportliche Laufbahn
Erste internationale Erfahrungen sammelte Aayush Kunwar im Jahr 2023, als er bei den Asienmeisterschaften in Bangkok mit 11,20 s und 22,40 s jeweils in der ersten Runde über 100 und 200 Meter ausschied. Anschließend startete er dank einer Wildcard im 100-Meter-Lauf bei den Weltmeisterschaften in Budapest und kam dort mit 11,07 s nicht über die Vorausscheidungsrunde hinaus. 2025 kam er bei den Hallenweltmeisterschaften in Nanjing mit 7,16 s nicht über die Vorrunde im 60-Meter-Lauf hinaus und im Mai schied er bei den Asienmeisterschaften in Gumi mit 11,27 s in der ersten Runde über 100 Meter aus und kam im Vorlauf über 200 Meter nicht ins Ziel.

## Persönliche Bestleistungen
- 100 Meter: 11,01 s (+0,4 m/s), 18. März 2023 in Palo Alto
  - 60 Meter (Halle): 7,02 s, 10. Februar 2024 in Spokane (nepalesischer Rekord)
- 200 Meter: 22,13* s (+2,1 m/s), 10. Mai 2025 in Los Angeles
  - 200 Meter (Halle): 22,79 s, 10. Februar 2024 in Spokane (nepalesischer Rekord)